# Leslie Stefanson
Leslie Ann Stefanson (* 10. Mai 1971 in Fargo, North Dakota) ist eine US-amerikanische Schauspielerin.

## Leben und Leistungen
Stefanson wuchs in Moorhead, Minnesota auf. Sie studierte an der Columbia University in New York City.
Sie trat 1994 als Schauspielerin in einer Nebenrolle in der Actionkomödie Machen wir's wie Cowboys in Erscheinung. In der Komödie Immer Ärger im Paradies (1997) übernahm sie erstmals eine Hauptrolle.
Im Film Wehrlos – Die Tochter des Generals (1999) spielte Stefanson die Titelrolle der Ermordeten, Captain Elisabeth Campbell, Tochter des Generals Joseph Campbell, der von James Cromwell verkörpert wurde.
Im Actionfilm The Stickup (2001) und im Thriller Alien Jäger – Mysterium in der Antarktis (2003) trat Stefanson neben James Spader auf, mit dem sie seit 2002 liiert ist. Die beiden haben einen gemeinsamen Sohn.

## Filmografie (Auswahl)
- 1994: Machen wir’s wie Cowboys (The Cowboy Way)
- 1996: Liebe hat zwei Gesichter (The Mirror Has Two Faces)
- 1997: Immer Ärger im Paradies (Fool’s Paradise)
- 1997: Flubber
- 1997: Besser geht’s nicht (As good as it gets)
- 1998: Fahr zur Hölle Hollywood (An Alan Smithee Film: Burn Hollywood Burn)
- 1998: Pizza für eine Leiche (Delivered)
- 1998: Break Up – Nackte Angst (Break Up)
- 1999: Wehrlos – Die Tochter des Generals (The General’s Daughter)
- 2000: Beautiful
- 2000: Unbreakable – Unzerbrechlich (Unbreakable)
- 2000: Desert Saints
- 2001: The Stickup
- 2003: Die Stunde des Jägers (The Hunted)
- 2003: Alien Jäger – Mysterium in der Antarktis (Alien Hunter)